# Ursus (bière)
 (mars 2018).
Si vous disposez d'ouvrages ou d'articles de référence ou si vous connaissez des sites web de qualité traitant du thème abordé ici, merci de compléter l'article en donnant les références utiles à sa vérifiabilité et en les liant à la section « Notes et références ».
Pour les articles homonymes, voir Ursus (homonymie).
La Ursus est une bière roumaine à base d'eau de source naturelle. Produite à Cluj et à Buzău depuis 1878(à confirmer), l'Ursus est la bière roumaine la plus réputée et la plus vendue. En 1996, la brasserie clujoise a été acquise par la South African Breweries puis de 2002 à Mars 2017, elle a fait partie de la SABMiller. Elle a été rachetée depuis par Asahi Breweries Europe Ltd.

## Les bières
- Ursus Pils : blonde pilsner
- Ursus Premium Pils : blonde premium pilsner
- Ursus Black : brune lager
- Stejar : bière forte
- Redd's : bière aromatisée au citron
- Ursus Fără Alcool
- Ursus Nefiltrată
- Ursus La Tank
- Ursus Retro Carpatin
- Ursus Black Grizly
- Ursus Cherry Lager Cireșar
- Pale Ale Panda
- Ursus Cooler Cireșe
- Ursus Cooler Grepfrut
- Ursus Cooler Lămâie
- Ursus Cooler Mango și Lime
- Timișoreana, Timișoreana Nepasteurizată
- Ciucaș, Ciucas Malzbier
- Azuga Nepasteurizată
- Peroni Nastro Azzurro
- Grolsch, Grolsch Weizen
- Pilsner Urquell
- Efes, Efes Draft
- St. Stefanus

## Lesbrasseries

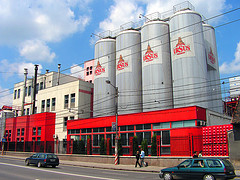
Mini Brasserie de Cluj-Napoca

- Mini Brasserie de Cluj-NapocaMini-Brasserie de Cluj–Napoca
- Brasserie de Timișoara
- Brasserie de Brașov
- Brasserie de Buzău

## Galerie

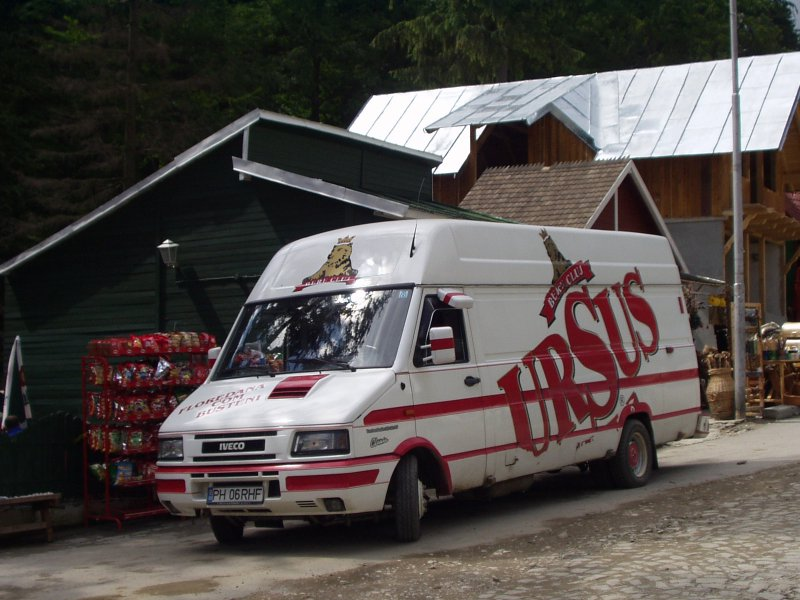
Un ancien camion de livraison Ursus, en Roumanie.
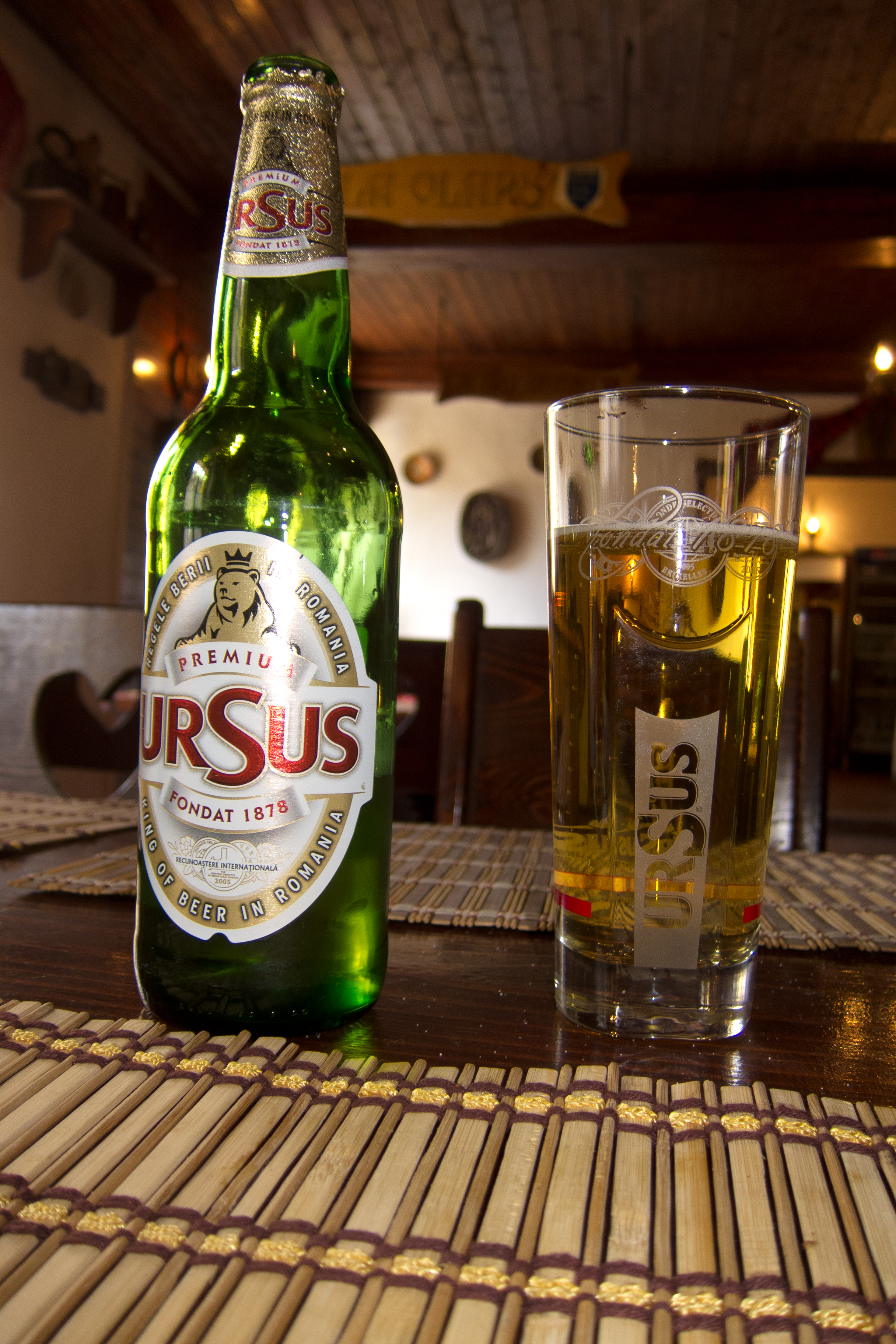
Une bière Ursus.